# 方丹莱布朗
方丹莱布朗（法語：Fontaine-lès-Boulans，法語發音：[fɔ̃tɛn lɛ bulɑ̃]）是法国上法蘭西大區加来海峡省的一个市镇，属于阿拉斯区。

## 地名
“方丹”（Fontaines）意为“泉”。法语地名通名在“枫丹白露”（Fontainebleau）等少数拥有传统译名的地名中译作“枫丹”，不过在《世界地名翻译大辞典》、《世界地名译名词典》和《法国地图册》等主流地名译名类书籍资料中多译作“方丹”。

## 地理
方丹莱布朗（50°29'51"N, 2°16'29"E）面积5.62 平方千米，位于法国上法蘭西大區加来海峡省，该省份为法国北部沿海省份，西北濒北海，南至索姆省，东临北部省。
与方丹莱布朗接壤的市镇（或旧市镇、城区）包括：费万帕法尔、普雷德凡、菲耶夫、厄尚。
方丹莱布朗的时区为UTC+01:00、UTC+02:00（夏令时）。

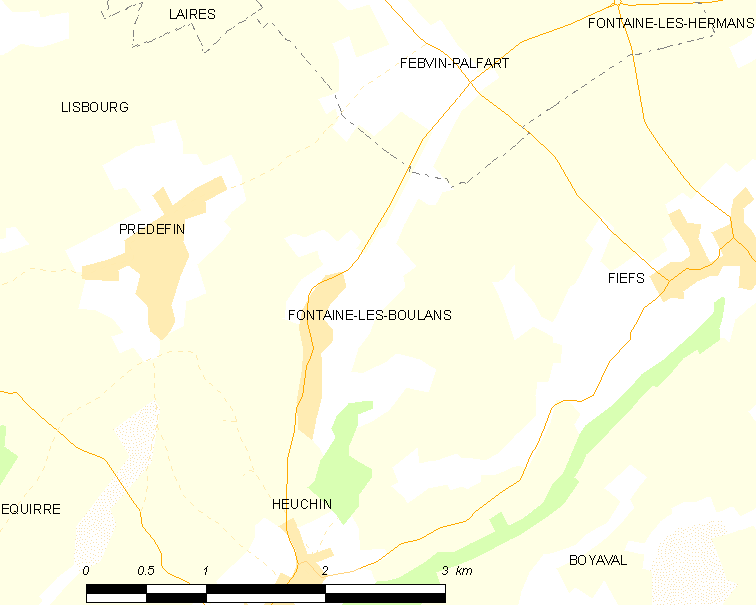
方丹莱布朗的OSM定位图

## 行政
方丹莱布朗的邮政编码为62134，INSEE市镇编码为62342。

## 政治
方丹莱布朗所属的省级选区为泰努瓦斯河畔圣波勒县。

## 人口

1962-2008年间方丹莱布朗人口变化图示

方丹莱布朗于2022年1月1日时的人口数量为103人。